# Andrew Mehrtens
Andrew Philip Mehrtens (Durban, Sudáfrica, 28 de abril de 1973) es un exjugador neozelandés de rugby nacido en Sudáfrica que se desempeñaba como apertura.
Andrew Mehrtens fue uno de los mejores jugadores de la década de los 90's y la década del 2000's, de excelente juego con el pie; precisión, eficiencia y potencia, gran habilidad de manos y visión de juego, aunque carecía en defensa; evitaba el juego físico, comprometido embolsando el balón con presión y debilidad en el tackleo. Se lo considera uno de los mejores aperturas que tuvieron los All Blacks.

## Biografía
Nacido el 28 de abril de 1973 en Durban, Sudáfrica. En su adolescencia se destacó en tenis. Se formó deportivamente en el Canterbury RFU, para luego pasar en 1996 a los Crusaders donde ganó 5 Super Rugby: 1998, 1999, 2000, 2002 y 2005. En 2005 paso a los Harlequins de Inglaterra y finalmente emigró al rugby francés en 2007 para jugar en Toulon, Racing Métro y AS Béziers, se retiró en 2011.

### Selección nacional
Debutó a los 19 años en el Seleccionado Nacional Sub-21 en 1992 contra Australia. Jugó su primer partido en la selección mayor en 1995 en contra de Canadá marcando 28 puntos, fue visto como el digno sucesor de Grant Fox. Tiene el récord de más puntos anotados contra un mismo rival: 209 contra los Springboks y 202 contra los Wallabies, además tenía el récord de más puntos anotados en el Rugby Championship (luego superado por Dan Carter), competición que ganó en cuatro ocasiones; 1996, 1997, 1999 y 2002. En total jugó 70 partidos y marcó 967 puntos.

### Participaciones en Copas del Mundo
Disputó la Copa del Mundo de Rugby de Sudáfrica 1995 siendo uno de los más jóvenes del seleccionado negro, junto a Josh Kronfeld y Jonah Lomu. Los All Blacks ganaron cómodamente su grupo con victorias ante Irlanda 43-19, a los dragones rojos 34-9 y aplastaron a Japón 145-17 (victoria récord en un mundial). En cuartos derrotaron al XV del cardo 48-30, vencieron a Inglaterra 45-29 y enfrentaron al afitrión en la final; los Springboks llegaban apoyados por todo su pueblo y realizando un gran mundial, pero no se creía que pudieran ser campeones ante los tremendos All Blacks del torneo. Sin embargo fue un partido muy parejo que terminó en un empate a 12 y debió jugarse un tiempo extra por primera vez en el torneo, Joel Stransky convirtió el drop que derrotó a los de negro 15-12 y consagró campeón del Mundo a Sudáfrica. Cuatro años más tarde, Mehrtens jugó su último mundial en Gales 1999. Nueva Zelanda cayó en semifinales ante Les Blues por 43-31 y fue derrotado nuevamente ante Sudáfrica 22-18 con seis penales de Mehrtens por el tercer puesto.
| Mundial                       | Sede      | Resultado     | PJ | Pts |
| ----------------------------- | --------- | ------------- | -- | --- |
| Copa Mundial de Rugby de 1995 | Sudáfrica | Subcampeón    | 5  | 71  |
| Copa Mundial de Rugby de 1999 | Gales     | Cuarto puesto | 5  | 79  |